# Denys Hołajdo
Denys Ołeksandrowycz Hołajdo, ukr. Денис Олександрович Голайдо (ur. 3 czerwca 1984 w Symferopolu, Ukraińska SRR) – ukraiński piłkarz grający na pozycji pomocnika, reprezentant Ukrainy.

## Kariera piłkarska

### Kariera klubowa
Wychowanek SDJuSzOR w Symferopolu. Po ukończeniu nauki wyjechał do Finlandii na testy do Jokerit, ale został zaproszony przez Anatolija Zajajewa do Tawrii Symferopol. W 2002 debiutował w podstawowym składzie Tawrii. W 2004 został wypożyczony do Zakarpattia Użhorod. Latem 2006 powrócił do Tawrii. W końcu listopada 2010 opuścił klub, a na początku grudnia 2010 podpisał kontrakt z Metałurhiem Donieck. Podczas przerwy zimowej sezonu 2013/14 opuścił doniecki klub. 28 marca 2014 podpisał kontrakt z beniaminkiem białoruskiej Wyszejszej lihi klubem FK Słuck. W końcu czerwca 2014 za obopólną zgodą kontrakt został anulowany, po czym powrócił do Metałurha Donieck. W lipcu 2015 po rozformowaniu Metałurha opuścił doniecki klub. 21 sierpnia 2015 został piłkarzem TSK-Tawrija Symferopol.

## Kariera reprezentacyjna
26 marca 2008 roku debiutował w narodowej reprezentacji Ukrainy w wygranym 2:0 meczu towarzyskim z Serbią. Łącznie rozegrał 4 gry reprezentacyjne.

## Sukcesy i odznaczenia

### Sukcesy klubowe
- zdobywca Pucharu Ukrainy: 2009/10
- finalista Superpucharu Ukrainy: 2010